# Vĩnh Tường, Cần Thơ
Vĩnh Tường là một xã thuộc thành phố Cần Thơ, Việt Nam.

## Địa lý
Xã Vĩnh Tường có vị trí địa lý:
- Phía đông giáp xã Tân Bình
- Phía tây giáp xã Vị Thủy
- Phía nam giáp phường Long Bình và xã Hòa An
- Phía bắc giáp xã Vị Thanh 1.

Xã Vĩnh Tường có diện tích 67,01 km², dân số năm 2024 là 31.676 người, mật độ dân số đạt 472 người/km².

## Lịch sử
Ngày 20 tháng 9 năm 1975, Bộ Chính trị ban hành Nghị quyết số 245-NQ/TW về việc hợp nhất tỉnh Cần Thơ (ngoại trừ huyện Thốt Nốt), tỉnh Sóc Trăng, tỉnh Trà Vinh, tỉnh Vĩnh Long thành một tỉnh, tên gọi tỉnh mới cùng với nơi đặt tỉnh lỵ sẽ do địa phương đề nghị lên.
Ngày 20 tháng 12 năm 1975, Bộ Chính trị ban hành Nghị quyết số 19/NQ về việc hợp nhất tỉnh Cần Thơ (bao gồm cả huyện Thốt Nốt của tỉnh Long Xuyên), tỉnh Sóc Trăng thành một tỉnh mới, tên gọi tỉnh mới cùng với nơi đặt tỉnh lỵ sẽ do địa phương đề nghị lên.
Ngày 24 tháng 2 năm 1976, Chính phủ Cách mạng lâm thời Cộng hòa miền Nam Việt Nam ban hành Nghị định số 3/NQ/1976 về việc hợp nhất tỉnh Cần Thơ, tỉnh Sóc Trăng và thành phố Cần Thơ thành một tỉnh mới, lấy tên là tỉnh Hậu Giang.
Ngày 15 tháng 9 năm 1981, Hội đồng Bộ trưởng ban hành Quyết định số 70-HĐBT về việc:
- Chia xã Vĩnh Tường thuộc huyện Long Mỹ thành 3 xã: Vĩnh Hiếu, Vĩnh Tường, Vĩnh Trung.
- Chia xã Vị Thủy thuộc huyện Long Mỹ thành 3 xã: Vị Lợi, Vị Thắng, Vị Thủy.

Ngày 26 tháng 10 năm 1981, Hội đồng Bộ trưởng ban hành Quyết định số 119-HĐBT về việc:
- Thành lập huyện Mỹ Thanh thuộc tỉnh Hậu Giang.
- Chuyển các xã Vĩnh Hiếu, Vĩnh Tường, Vĩnh Trung, Vị Lợi, Vị Thủy, Vị Xuân thuộc huyện Long Mỹ về huyện Mỹ Thanh mới thành lập quản lý.

Ngày 6 tháng 4 năm 1982, Hội đồng Bộ trưởng ban hành Quyết định số 64-HĐBT về việc:
- Đổi tên huyện Mỹ Thanh thành huyện Vị Thanh thuộc tỉnh Hậu Giang.
- Các xã Vĩnh Hiếu, Vĩnh Tường, Vĩnh Trung, Vị Lợi, Vị Thủy, Vị Xuân thuộc huyện Vị Thanh mới đổi tên quản lý.

Ngày 16 tháng 9 năm 1989, Hội đồng Bộ trưởng ban hành Quyết định số 128-HĐBT về việc giải thể xã Vị Lợi thuộc huyện Vị Thanh để sáp nhập vào 3 xã: Vĩnh Hiếu, Vị Thủy, Vị Xuân.
Ngày 28 tháng 1 năm 1991, Ban Tổ Chức – Cán bộ của Chính phủ ban hành Quyết định số 36/QĐ-TCCP về việc sáp nhập xã Vĩnh Hiếu thuộc huyện Vị Thanh vào xã Vĩnh Tường và xã Vĩnh Trung.
Ngày 26 tháng 12 năm 1991, Quốc hội ban hành Nghị quyết về việc chia tỉnh Hậu Giang thành tỉnh Cần Thơ và tỉnh Sóc Trăng.
Ngày 1 tháng 7 năm 1999, Chính phủ ban hành Nghị định số 45/1999/NĐ-CP về việc:
- Thành lập thị xã Vị Thanh thuộc tỉnh Cần Thơ.
- Thành lập huyện Vị Thủy thuộc tỉnh Cần Thơ trên cơ sở đổi tên huyện Vị Thanh.
- Chuyển các xã Vĩnh Tường, Vĩnh Trung thuộc huyện Vị Thanh về huyện Vị Thủy mới thành lập quản lý.

Ngày 26 tháng 11 năm 2003, Quốc hội ban hành Nghị quyết số 22/2003/QH11 về việc chia tỉnh Cần Thơ thành thành phố Cần Thơ trực thuộc trung ương và tỉnh Hậu Giang.
Tính đến ngày 31/12/2024:
- Xã Vĩnh Tường có 10 ấp: Bình Phong, Tân Long, Vĩnh Hiếu, Vĩnh Hòa, Vĩnh Lộc, Vĩnh Phú, Vĩnh Quới, Vĩnh Thạnh, Vĩnh Thuận, Xuân Thọ.
- Xã Vĩnh Trung được có 9 ấp: 1, 2, 3, 4, 5, 6, 7, 8, 9.

Ngày 12 tháng 6 năm 2025, Quốc hội ban hành Nghị quyết số 202/2025/QH15 về việc sắp xếp đơn vị hành chính cấp tỉnh (nghị quyết có hiệu lực từ ngày 12 tháng 6 năm 2025). Theo đó, sáp nhập tỉnh Hậu Giang và tỉnh Sóc Trăng vào thành phố Cần Thơ.
Ngày 16 tháng 6 năm 2025:
- Quốc hội ban hành Nghị quyết số 203/2025/QH15[15] về việc Sửa đổi, bổ sung một số điều của Hiến pháp nước Cộng hòa xã hội chủ nghĩa Việt Nam. Theo đó, kết thúc hoạt động của đơn vị hành chính cấp huyện trong cả nước từ ngày 1 tháng 7 năm 2025.
- Ủy ban Thường vụ Quốc hội ban hành Nghị quyết số 1668/NQ-UBTVQH15[16] về việc sắp xếp các đơn vị hành chính cấp xã của thành phố Cần Thơ năm 2025 (nghị quyết có hiệu lực từ ngày 16 tháng 6 năm 2025). Theo đó, sáp nhập toàn bộ 32,64 km² diện tích tự nhiên và quy mô dân số là 16.324 người của xã Vĩnh Trung vào toàn bộ 34,37 km² diện tích tự nhiên và quy mô dân số là 15.352 người của Vĩnh Tường thuộc huyện Vị Thủy, tỉnh Hậu Giang.

Xã Vĩnh Tường có 67,01 km² diện tích tự nhiên và quy mô dân số là 31.676 người.